# Peleteria popelii
Peleteria popelii är en tvåvingeart som först beskrevs av Josef Aloizievitsch Portschinsky 1882.  Peleteria popelii ingår i släktet Peleteria och familjen parasitflugor. Arten är reproducerande i Sverige. Inga underarter finns listade i Catalogue of Life.